# Светлополянск
Светлополя́нск — посёлок городского типа в Верхнекамском районе Кировской области России.

## История
Посёлок возник в 1964 году в связи с началом торфоразработок болота Дымного.
В 1967 году открыто торфопредприятие «Дымное». В 1968 году началось строительство торфопредприятия «Кирсовое».
В 1970 году посёлок получил название Светлополянск.
Статус посёлка городского типа с 1982 года.

## Население
| 1989  | 2002  | 2009  | 2010  | 2012  | 2013  | 2014  |
| ----- | ----- | ----- | ----- | ----- | ----- | ----- |
| 3967  | ↘3275 | ↘2949 | ↘2923 | ↘2878 | ↘2809 | ↘2784 |
| 2015  | 2016  | 2017  | 2018  | 2019  | 2020  | 2021  |
| ↘2772 | ↘2768 | ↘2755 | ↘2685 | ↘2643 | ↗2644 | ↘2323 |

## Транспорт
В посёлке расположена станция Светлополянск Кировского отделения Горьковской железной дороги. Существует пригородное пассажирское сообщение до станций Верхнекамская, Яр и Киров.
Также через посёлок проходит узкоколейная железная дорога Дымного торфопредприятия — торфовозная УЖД. Колея 750 мм. Максимальная длина 79 км, эксплуатируется в настоящее время 79 км. Год открытия: 1967 год. Грузовое, пассажирское движение.

## Фотогалерея
- УЖД депо и РММ
- Станция
- Старый посёлок
- Автостанция